# Hóquei sobre a grama nos Jogos Pan-Americanos de 2011 - Masculino
O torneio masculino de hóquei sobre a grama nos Jogos Pan-Americanos de 2011 ocorreu entre 20 e 29 de outubro no Estádio Pan-Americano de Hóquei. Oito equipes participaram do evento.

## Medalhistas
|  | ARG Argentina |  | CAN Canadá |  | CHI Chile |
|  | Lucas Argento Ignacio Bergner Federico Bermejillo Manuel Brunet Lucas Cammareri Pedro Ibarra Juan Martín López Agustín Mazzilli Matías Paredes Lucas Rey Lucas Rossi Lucas Vila Matías Vila Rodrigo Vila Juan Manuel Vivaldi Fernando Zylberberg |  | David Carter Adam Froese Jagdish Gill Matthew Guest Richard Hildreth David Jameson Antoni Kindler Mark Pearson Keegan Pereira Kenneth Pereira Robert Short Sukhwinder Singh Iain Smythe Scott Tupper Jesse Watson Philip Wright |  | Mathías Anwandter Alexis Berczely Fernando Binder Fernando Fernández Andrés Fuenzalida Raúl Garcés Adrián Henríquez Thomas Kannegiesser Sebastian Kapsch Esteban Krainz Jan Richter Sven Richter Juan Cristóbal Rodríguez Martín Hernán Rodríguez Jaime Zarhi José Zirpel |

## Formato
As oito equipes foram divididas em dois grupos de quatro equipes. Cada equipe enfrentou as outras equipes do mesmo grupo, totalizando três jogos. As duas primeiras colocadas de cada grupo se qualificaram às semifinais e as restantes para jogos de definição do quinto ao oitavo lugar. Nas semifinais, as vencedoras disputaram a final e as perdedoras a medalha de bronze.

## Primeira fase
|  | Equipes classificadas à fase final       |
|  | Equipes classificadas à disputa de 5º–8º |

Todas as partidas seguem o fuso horário local (UTC-6).

### Grupo A
| Equipe                | Pts | J | V | D | GP | GC | SG  |
| --------------------- | --- | - | - | - | -- | -- | --- |
| CAN Canadá            | 9   | 3 | 0 | 0 | 21 | 2  | +19 |
| CHI Chile             | 6   | 2 | 0 | 1 | 12 | 6  | +6  |
| TRI Trinidad e Tobago | 3   | 1 | 0 | 2 | 14 | 11 | +3  |
| BAR Barbados          | 0   | 0 | 0 | 3 | 2  | 30 | –28 |

| 20 de outubro 09:00                                      |           |                      |                                                                                                   |
| Canadá                                                   | 7 – 2     | Trinidad e Tobago    | Estádio Pan-Americano de Hóquei, Guadalajara Árbitros: USA Costantine Soteriades ARG Diego Barbas |
| Guest 2', 37', 46' Tupper 26' Smythe 29', 30' Wright 62' | Relatório | Scipio 1' Browne 35' | Estádio Pan-Americano de Hóquei, Guadalajara Árbitros: USA Costantine Soteriades ARG Diego Barbas |

| 20 de outubro 11:00                                                                   |           |           |                                                                                                 |
| Chile                                                                                 | 9 – 1     | Barbados  | Estádio Pan-Americano de Hóquei, Guadalajara Árbitros: ARG Maximiliano Scala MEX Arturo Vázquez |
| J. Richter 3', 13', 22', 50' Rodríguez 8' Krainz 51', 67' S. Richter 53' Berczely 67' | Relatório | Forde 42' | Estádio Pan-Americano de Hóquei, Guadalajara Árbitros: ARG Maximiliano Scala MEX Arturo Vázquez |

| 22 de outubro 14:00                                                                                          |           |            |                                                                                           |
| Trinidad e Tobago                                                                                            | 11 – 1    | Barbados   | Estádio Pan-Americano de Hóquei, Guadalajara Árbitros: USA Grant Hundley GUY Devin Hooper |
| Browne 3', 16' Pierre 6', 36' Quan Chan 23', 68' Scipio 27', 42' Whittington 37' De Gannes 39' Toussaint 60' | Relatório | Walcott 9' | Estádio Pan-Americano de Hóquei, Guadalajara Árbitros: USA Grant Hundley GUY Devin Hooper |

| 22 de outubro 16:00 |           |                                |                                                                                          |
| Chile               | 0 – 4     | Canadá                         | Estádio Pan-Americano de Hóquei, Guadalajara Árbitros: URU Daniel López ARG Diego Barbas |
|                     | Relatório | Tupper 15', 49', 56' Short 61' | Estádio Pan-Americano de Hóquei, Guadalajara Árbitros: URU Daniel López ARG Diego Barbas |

| 24 de outubro 09:00                                                                 |           |          | |
| Canadá                                                                              | 10 – 0    | Barbados | Estádio Pan-Americano de Hóquei, Guadalajara Árbitros: USA Costantine Soteriades ARG Maximiliano Scala |
| Froese 3' Pereira 7' Guest 10', 16', 62' Tupper 25', 35', 46' Pearson 49' Short 54' | Relatório |          | Estádio Pan-Americano de Hóquei, Guadalajara Árbitros: USA Costantine Soteriades ARG Maximiliano Scala |

| 24 de outubro 11:00 |           |                                             |                                                                                            |
| Trinidad e Tobago   | 1 – 3     | Chile                                       | Estádio Pan-Americano de Hóquei, Guadalajara Árbitros: USA Grant Hundley RSA Arthur Wright |
| Whittington 36'     | Relatório | J. Richter 15' S. Richter 51' Rodríguez 65' | Estádio Pan-Americano de Hóquei, Guadalajara Árbitros: USA Grant Hundley RSA Arthur Wright |

### Grupo B
| Equipe             | Pts | J | V | D | GP | GC | SG  |
| ------------------ | --- | - | - | - | -- | -- | --- |
| ARG Argentina      | 9   | 3 | 0 | 0 | 20 | 1  | +19 |
| CUB Cuba           | 6   | 2 | 0 | 1 | 7  | 13 | –6  |
| MEX México         | 3   | 1 | 0 | 2 | 4  | 12 | –8  |
| USA Estados Unidos | 0   | 0 | 0 | 3 | 4  | 9  | –5  |

| 20 de outubro 14:00                                                      |           |        |                                                                                               |
| Argentina                                                                | 8 – 0     | México | Estádio Pan-Americano de Hóquei, Guadalajara Árbitros: CAN Chrisopher Wilson URU Daniel López |
| Paredes 4', 53' Luchetti 29' Bergner 35', 48', 51' L. Vila 52' López 58' | Relatório |        | Estádio Pan-Americano de Hóquei, Guadalajara Árbitros: CAN Chrisopher Wilson URU Daniel López |

| 20 de outubro 16:00 |           |                                      |                                                                                            |
| Estados Unidos      | 2 – 4     | Cuba                                 | Estádio Pan-Americano de Hóquei, Guadalajara Árbitros: RSA Arthur Wright SIN Hong Zhen Lim |
| Holt 35', 38'       | Relatório | Sarduy 19', 49' Blanco 53' Pérez 56' | Estádio Pan-Americano de Hóquei, Guadalajara Árbitros: RSA Arthur Wright SIN Hong Zhen Lim |

| 22 de outubro 09:00 |           |                       |                                                                                             |
| México              | 1 – 2     | Cuba                  | Estádio Pan-Americano de Hóquei, Guadalajara Árbitros: BAR Jamar Springer CHI Martín Vatter |
| Aguilar 52'         | Relatório | Valero 61' Sarduy 63' | Estádio Pan-Americano de Hóquei, Guadalajara Árbitros: BAR Jamar Springer CHI Martín Vatter |

| 22 de outubro 11:00 |           |                       |                                                                                                |
| Estados Unidos      | 0 – 2     | Argentina             | Estádio Pan-Americano de Hóquei, Guadalajara Árbitros: CAN Chrisopher Wilson RSA Arthur Wright |
|                     | Relatório | Bergner 34' López 52' | Estádio Pan-Americano de Hóquei, Guadalajara Árbitros: CAN Chrisopher Wilson RSA Arthur Wright |

| 24 de outubro 14:00                                                               |           |            |                                                                                            |
| Argentina                                                                         | 10 – 1    | Cuba       | Estádio Pan-Americano de Hóquei, Guadalajara Árbitros: CHI Martín Vatter SIN Hong Zhen Lim |
| Bergner 23', 27', 34' Ibarra 25', 50', 62', 63' Rossi 38' R. Vila 67' M. Vila 70' | Relatório | Blanco 13' | Estádio Pan-Americano de Hóquei, Guadalajara Árbitros: CHI Martín Vatter SIN Hong Zhen Lim |

| 24 de outubro 16:00                |           |                         |                                                                                          |
| México                             | 3 – 2     | Estados Unidos          | Estádio Pan-Americano de Hóquei, Guadalajara Árbitros: GUY Devin Hooper URU Daniel López |
| Aguilar 7' Aguayo 18' Campillo 20' | Relatório | Dijxhoorn 3' Barber 29' | Estádio Pan-Americano de Hóquei, Guadalajara Árbitros: GUY Devin Hooper URU Daniel López |

## Fase final
|  | Classificação 5º–8º lugar | Classificação 5º–8º lugar |   |                       | 5º lugar              | 5º lugar |  |
|  |                           |                           |   |                       |                       |          |  |
|  | 27 de outubro – 19:30     |                           |   |                       |                       |          |  |
|  | TRI Trinidad e Tobago     | 0                         |   |                       |                       |          |  |
|  | USA Estados Unidos        | 2                         |   |                       |                       |          |  |
|  |                           |                           |   |                       |                       |          |  |
|  |                           |                           |   |                       | 29 de outubro – 11:30 |          |  |
|  |                           |                           |   |                       | USA Estados Unidos    | 6        |  |
|  |                           | MEX México                | 0 |                       |                       |          |  |
|  |                           |                           |   |                       |                       |          |  |
|  |                           |                           |   |                       |                       |          |  |
|  |                           |                           |   |                       | 7º lugar              |          |  |
|  | 27 de outubro – 17:30     | 27 de outubro – 17:30     |   | 29 de outubro – 09:00 | 29 de outubro – 09:00 |          |  |
|  | MEX México                | 10                        |   | TRI Trinidad e Tobago | 9                     |          |  |
|  | BAR Barbados              | 0                         |   |                       | BAR Barbados          | 1        |  |

### Classificação 5º–8º lugar
| 27 de outubro 17:30                                                      |           |          |                                                                                                   |
| México                                                                   | 10 – 0    | Barbados | Estádio Pan-Americano de Hóquei, Guadalajara Árbitros: GUY Devin Hooper USA Costantine Soteriades |
| Aguilar 16', 22', 40', 42', 45', 49', 56' Ríos 20' Aguayo 46' Galván 66' | Relatório |          | Estádio Pan-Americano de Hóquei, Guadalajara Árbitros: GUY Devin Hooper USA Costantine Soteriades |

| 27 de outubro 19:30 |           |                  |                                                                                                 |
| Trinidad e Tobago   | 0 – 2     | Estados Unidos   | Estádio Pan-Americano de Hóquei, Guadalajara Árbitros: BAR Jamar Springer ARG Maximiliano Scala |
|                     | Relatório | Sundeen 33', 63' | Estádio Pan-Americano de Hóquei, Guadalajara Árbitros: BAR Jamar Springer ARG Maximiliano Scala |

|  | Semifinais            | Semifinais            |   |                       | Final                 | Final |  |
|  |                       |                       |   |                       |                       |       |  |
|  | 27 de outubro – 11:30 |                       |   |                       |                       |       |  |
|  | CAN Canadá            | 3                     |   |                       |                       |       |  |
|  | CUB Cuba              | 2                     |   |                       |                       |       |  |
|  |                       |                       |   |                       |                       |       |  |
|  |                       |                       |   |                       | 29 de outubro – 17:30 |       |  |
|  |                       |                       |   |                       | CAN Canadá            | 1     |  |
|  |                       | ARG Argentina         | 3 |                       |                       |       |  |
|  |                       |                       |   |                       |                       |       |  |
|  |                       |                       |   |                       |                       |       |  |
|  |                       |                       |   |                       | 3º lugar              |       |  |
|  | 27 de outubro – 15:00 | 27 de outubro – 15:00 |   | 29 de outubro – 15:00 | 29 de outubro – 15:00 |       |  |
|  | ARG Argentina         | 7                     |   | CUB Cuba              | 3                     |       |  |
|  | CHI Chile             | 1                     |   |                       | CHI Chile             | 4     |  |

### Semifinais
| 27 de outubro 11:30          |           |                      |                                                                                           |
| Canadá                       | 3 – 2     | Cuba                 | Estádio Pan-Americano de Hóquei, Guadalajara Árbitros: ARG Diego Barbas USA Grant Hundley |
| Guest 1' Tupper 6' Singh 21' | Relatório | Blanco 14' Lemus 49' | Estádio Pan-Americano de Hóquei, Guadalajara Árbitros: ARG Diego Barbas USA Grant Hundley |

| 27 de outubro 15:00                                             |           |              |                                                                                                |
| Argentina                                                       | 7 – 1     | Chile        | Estádio Pan-Americano de Hóquei, Guadalajara Árbitros: CAN Chrisopher Wilson SIN Hong Zhen Lim |
| Bergner 7' L. Vila 27', 65' Rey 33' Ibarra 34' M. Vila 49', 69' | Relatório | Berczely 60' | Estádio Pan-Americano de Hóquei, Guadalajara Árbitros: CAN Chrisopher Wilson SIN Hong Zhen Lim |

### Disputa pelo 7º lugar
| 29 de outubro 09:00                                              |           |           |                                                                                            |
| Trinidad e Tobago                                                | 9 – 1     | Barbados  | Estádio Pan-Americano de Hóquei, Guadalajara Árbitros: URU Daniel López MEX Arturo Vázquez |
| Toussaint 8', 20', 52', 67', 69' Scipio 13', 39', 68' Browne 16' | Relatório | Small 45' | Estádio Pan-Americano de Hóquei, Guadalajara Árbitros: URU Daniel López MEX Arturo Vázquez |

### Disputa pelo 5º lugar
| 29 de outubro 11:30                                      |           |        |                                                                                                |
| Estados Unidos                                           | 6 – 0     | México | Estádio Pan-Americano de Hóquei, Guadalajara Árbitros: ARG Maximiliano Scala SIN Hong Zhen Lim |
| Holt 2', 43' Runzi 12' Sundeen 29' Martin 45' Harris 64' | Relatório |        | Estádio Pan-Americano de Hóquei, Guadalajara Árbitros: ARG Maximiliano Scala SIN Hong Zhen Lim |

### Disputa pelo bronze
| 29 de outubro 15:00       |           |                                                  |                                                                                                   |
| Cuba                      | 3 – 4     | Chile                                            | Estádio Pan-Americano de Hóquei, Guadalajara Árbitros: ARG Diego Barbas USA Costantine Soteriades |
| Sarduy 9' Blanco 52', 55' | Relatório | Zarhi 19' Zirpel 23' J. Richter 32' Berczely 69' | Estádio Pan-Americano de Hóquei, Guadalajara Árbitros: ARG Diego Barbas USA Costantine Soteriades |

### Final
| 29 de outubro 17:30 |           |                                    |                                                                                            |
| Canadá              | 1 – 3     | Argentina                          | Estádio Pan-Americano de Hóquei, Guadalajara Árbitros: RSA Arthur Wright USA Grant Hundley |
| Tupper 25'          | Relatório | Bergner 45' Ibarra 49' L. Vila 53' | Estádio Pan-Americano de Hóquei, Guadalajara Árbitros: RSA Arthur Wright USA Grant Hundley |

## Classificação final
| Pos.              | Equipe                | Campanha (V–E–D) |
| ----------------- | --------------------- | ---------------- |
| Medalha de ouro   | ARG Argentina         | 5–0–0            |
| Medalha de prata  | CAN Canadá            | 4–0–1            |
| Medalha de bronze | CHI Chile             | 3–0–2            |
| 4                 | CUB Cuba              | 2–0–3            |
| 5                 | USA Estados Unidos    | 2–0–3            |
| 6                 | MEX México            | 2–0–3            |
| 7                 | TRI Trinidad e Tobago | 2–0–3            |
| 8                 | BAR Barbados          | 0–0–5            |